# Панамериканский чемпионат по борьбе 2020
Панамериканский чемпионат по борьбе 2020 года прошёл 6 — 9 марта в Оттаве (Канада).

## Медалисты

### Вольная борьба
| Весовая категория | Золото                     | Серебро                      | Бронза                                                    |
| ----------------- | -------------------------- | ---------------------------- | --------------------------------------------------------- |
| до 57 кг          | Райнер Андреу · Куба       | Педро Мехиас · Венесуэла     | Дариан Круз · США Хуан Рамирес · Доминиканская Республика |
| до 61 кг          | Тайлер Графф · США         | Скотт Шиллер · Канада        |                                                           |
| до 65 кг          | Янни Диакомихалис · США    | Маурисио Санчес · Эквадор    | Сиксто Ауккапина · Перу Агустин Дестрибатс · Аргентина    |
| до 70 кг          | Энтони Ашнолт · США        | Брандон Диас · Мексика       | Круз Маннинг · Канада                                     |
| до 74 кг          | Джордан Барроуз · США      | Франклин Гомес · Пуэрто-Рико | Антонио Монтеро · Венесуэла Хеандри Гарсон · Куба         |
| до 79 кг          | Джейсон Нолф · США         | Гусейн Русланзаде · Канада   | Виктор Эрнандес · Мексика                                 |
| до 86 кг          | Юриески Торребланка · Куба | Пул Амбросио · Перу          | Клейтон Пай · Канада Алекс Дирингер · США                 |
| до 92 кг          | Ангус Артур · Ямайка       | Максвелл Лэйси · Коста-Рика  |                                                           |
| до 97 кг          | Кайл Снайдер · США         | Рейнерис Салас · Куба        | Луис Мигель Перес · Доминиканская Республика              |
| до 125 кг         | Энтони Нельсон · США       | Амар Дхеси · Канада          | Оскар Пино · Куба                                         |

### Греко-римская борьба
| Весовая категория | Золото                 | Серебро                     | Бронза                                                                 |
| ----------------- | ---------------------- | --------------------------- | ---------------------------------------------------------------------- |
| до 55 кг          | Макс Ноури · США       | Киеран Ахтар · Канада       | Саркис Хачатрян · Бразилия                                             |
| до 60 кг          | Диктер Торо · Колумбия | Лесли Фуэнфингер · США      | Эмерсон Фелипе · Гватемала Джансел Пиментел · Доминиканская Республика |
| до 63 кг          | Нет участников         | Нет участников              | Нет участников                                                         |
| до 67 кг          | Исмаэль Борреро · Куба | Диего Мартинес · Мексика    | Алехандро Санчо · США Кристобаль Торрес · Чили                         |
| до 72 кг          | Раймонд Банкер · США   | Джойлсон Джуниор · Бразилия |                                                                        |
| до 77 кг          | Йосванис Пенья · Куба  | Пат Смит · США              | Вуйлексис Ривас · Венесуэла                                            |
| до 82 кг          | Джон Стефанович · США  | Хосе Варгас · Мексика       | Марсиано Али · Пуэрто-Рико                                             |
| до 87 кг          | Джо Рау · США          | Карлос Муньос · Колумбия    | Лесян Кузин · Ямайка Рониссон Брандао · Бразилия                       |
| до 97 кг          | Трэйси Хэнкок · США    | Габриэль Росильо · Куба     | Луиллис Перес · Венесуэла                                              |
| до 130 кг         | Анджел Пачеко · Куба   | Адам Кун · США              | Мойзес Перес · Венесуэла Лео Сантана · Доминиканская Республика        |

### Женская борьба
| Весовая категория | Золото                      | Серебро                         | Бронза                                              |
| ----------------- | --------------------------- | ------------------------------- | --------------------------------------------------- |
| до 50 кг          | Виктория Энтони · США       | Каролина Кастильо · Колумбия    | Камила Барбоса · Бразилия Жаклин Молокана · Эквадор |
| до 53 кг          | Луиса Валверде · Эквадор    | Джейд Парсонс · Канада          | Лиенна Монтеро · Куба                               |
| до 55 кг          | Нет участников              | Нет участников                  | Нет участников                                      |
| до 57 кг          | Джулия Пеналбер · Бразилия  | Ханна Тейлор · Канада           | Бетзабет Сарко · Венесуэла                          |
| до 59 кг          | Александрия Таун · Канада   | Нес Мари Родригес · Пуэрто-Рико | Лорен Луив · США                                    |
| до 62 кг          | Мэлори Велте · США          | Лайс Нуньес · Бразилия          | Джессика Бруйетт · Канада                           |
| до 65 кг          | Нет участников              | Нет участников                  | Нет участников                                      |
| до 68 кг          | Тамира Менса · США          | Юдарис Санчес · Куба            | Мария Акоста · Венесуэла Оливия ди Бакко · Канада   |
| до 72 кг          | Янет Соверо · Перу          | Виктория Францис · США          | Шона Квебек · Канада                                |
| до 76 кг          | Джустина Ди Стасио · Канада | Аделайн Грей · США              | Алине Феррейра · Бразилия Андреа Олая · Колумбия    |

## Общекомандный зачёт
*   Принимающая страна (Канада)
| Место           | Страна                   | Золото | Серебро | Бронза | Всего |
| --------------- | ------------------------ | ------ | ------- | ------ | ----- |
| 1               | США                      | 15     | 5       | 4      | 24    |
| 2               | Куба                     | 5      | 3       | 3      | 11    |
| 3               | Канада*                  | 2      | 6       | 5      | 13    |
| 4               | Бразилия                 | 1      | 2       | 4      | 7     |
| 5               | Колумбия                 | 1      | 2       | 1      | 4     |
| 6               | Перу                     | 1      | 1       | 1      | 3     |
| 6               | Эквадор                  | 1      | 1       | 1      | 3     |
| 8               | Ямайка                   | 1      | 0       | 1      | 2     |
| 9               | Мексика                  | 0      | 3       | 1      | 4     |
| 10              | Пуэрто-Рико              | 0      | 2       | 1      | 3     |
| 11              | Венесуэла                | 0      | 1       | 6      | 7     |
| 12              | Коста-Рика               | 0      | 1       | 0      | 1     |
| 13              | Доминиканская Республика | 0      | 0       | 4      | 4     |
| 14              | Аргентина                | 0      | 0       | 1      | 1     |
| 14              | Гватемала                | 0      | 0       | 1      | 1     |
| 14              | Гондурас                 | 0      | 0       | 1      | 1     |
| 14              | Чили                     | 0      | 0       | 1      | 1     |
| Всего стран: 17 | Всего стран: 17          | 27     | 27      | 36     | 90    |